# Margit Norell

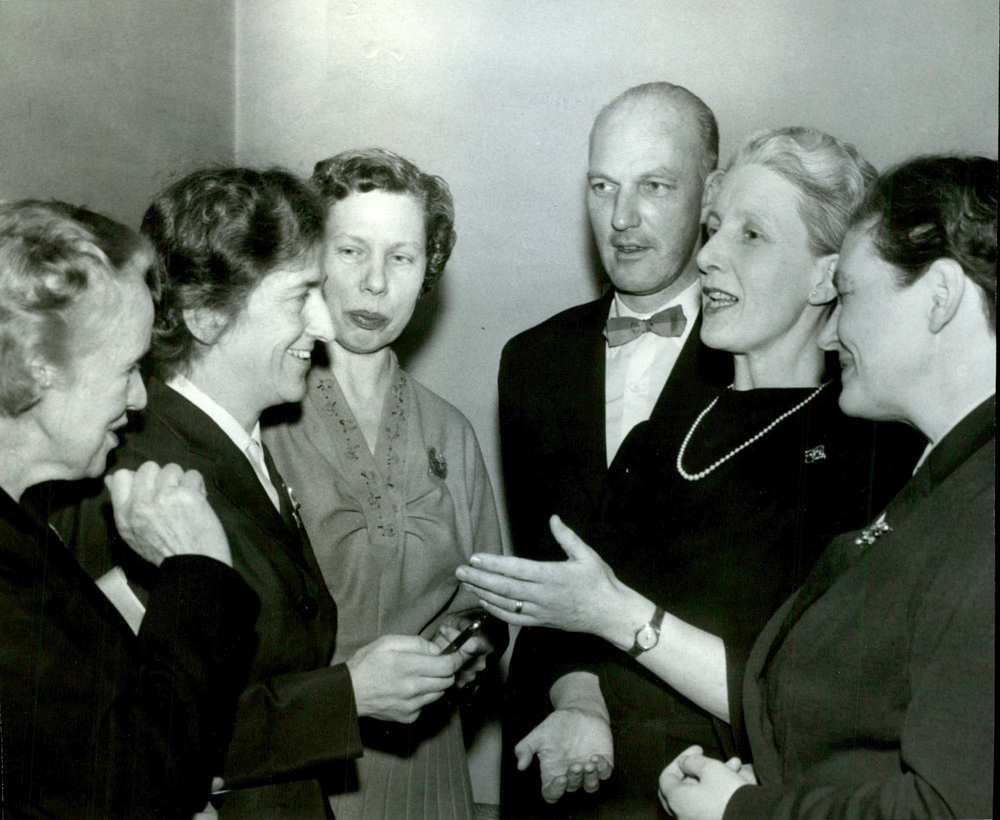
Margit Norell (längst t.h.) vid en debatt på Medborgarhuset i Stockholm 1958.

Margit Sonja Annie Norell, född Quensel 23 februari 1914 i Uppsala, död 28 januari 2005 i Stockholm, var en svensk psykoanalytiker. Hon är mest känd som arkitekten bakom den falska seriemördaren Thomas Quicks terapi på Säter och en stark förespråkare för tron på bortträngda minnen.
Margit Norell porträtterades första gången för en bred allmänhet av journalisten Dan Josefsson i hans prisbelönta bok Mannen som slutade ljuga: Berättelsen om Sture Bergwall och kvinnan som skapade Thomas Quick (2013), där Norell är en av de två huvudpersonerna.

## Uppväxt och familj
Margit Norell växte upp i Uppsala och Stockholm som dotter till geologiprofessorn Percy Quensel och zoologen och journalisten Annie Weiss; hon var vidare sondotter till teologiprofessorn Oscar Quensel.
Margit Norell gifte sig 1939 med Curt Norell och makarna fick tre barn.

## Utbildning
Norell avlade filosofie kandidatexamen och utbildade sig till psykoanalytiker.

## Yrkesliv
Under 1960-talet utträdde hon ur Svenska psykoanalytiska föreningen och tog 1968 initiativ till bildandet av Svenska föreningen för holistisk psykoterapi och psykoanalys. Med tiden minskade Norells auktoritet i gruppen efter en rad självmord bland patienter som hon hade förmedlat till medlemmarna i den så kallade äldregruppen och vars terapier hon handledde. Efter motsättningar inom föreningen avsattes hon 1976 som utbildningsanalytiker och begärde sitt utträde 1977. Efter detta fortsatte hon att samla terapeuter runt sig. Bland dessa återfanns bland andra Hanna Olsson. Hon odlade också internationella kontakter. 
Norells sökande efter ett alternativ till ortodox psykoanalys gick via kontakten med den neofreudianska rörelsen, också benämnd interpersonell psykoanalys, med namn som Frieda Fromm-Reichmann och Erich Fromm. I föredraget Wholly Awake and Fully Alive, som hon höll på ett symposium ett år efter Fromms död, kommenterar hon hans litterära produktion och hans bidrag till psykoanalytisk teori. 
Under 1960-talet sökte sig Norell alltmer till brittisk objektrelationsteori, vars betoning på barnets tidiga beroende och de spår tidiga brister och trauman sätter på en persons liv, kom att prägla hennes syn på terapi och terapeutiska utvecklingsprocesser. De företrädare som påverkade henne mest var W.R.D. Fairbairn, D.W. Winnicott och Harry Guntrip. Några av de terapeuter som ingick i en av de grupperingar som omgav Norell på 1980-talet formulerade sin terapeutiska erfarenhet, baserad på Norells handledning och de teoretiska och kliniska seminarier som hölls tillsammans med henne, i antologin Ett rum att leva i. Om djupgående psykoterapeutiska processer och objektrelationsteori (1999). I Dan Josefssons bok Mannen som slutade ljuga: Berättelsen om Sture Bergwall och kvinnan som skapade Thomas Quick (2013) avslöjas att Thomas Quick / Sture Bergwall fick ett eget exemplar av boken med en dedikation från en av författarna: "Till Sture som tack för att du delar med dig av ditt berättande från författarna genom Cajsa".

## Senare uppmärksamhet
I journalisten Dan Josefssons prisbelönta bok Mannen som slutade ljuga: Berättelsen om Sture Bergwall och kvinnan som skapade Thomas Quick (2013) är Margit Norell en av huvudpersonerna. Josefsson visade i boken att Margit Norell var kombinerad handledare och psykoterapeut för samtliga läkare och psykologer som gav den falska seriemördaren Sture Bergwall / Thomas Quick psykoterapeutisk behandling på Rättspsykiatriska kliniken i Säter. Enligt boken hade Norell närmast rollen av en sektledare och var i praktiken den som utformade och styrde Sture Bergwalls terapi. Josefsson hävdar att detta utgör huvudförklaringen till att Bergwall i terapin kom att ljuga om påstådda övergrepp i sin egen barndom, och senare även erkänna en lång rad mord som han i verkligheten inte begått. 
I boken tecknar Dan Josefsson den, före bokens utgivning, i stort sett okända Margit Norells personliga historia. Detta gör han bland annat genom intervjuer med flera av hennes tidigare lärjungar samt genom läsning av Margit Norells bevarade korrespondens omfattande cirka 1 000 brevsidor. I Josefssons bok avslöjas också att psykologiprofessorn Sven Å Christianson stod Margit Norell mycket nära. I en intervju som Josefsson gör med honom i boken beskriver Christianson Norell som den "viktigaste personen i mitt liv", näst efter sina barn. Josefsson avslöjar att Christianson fick kombinerad psykoterapi och handledning av Norell en gång i veckan i tio års tid. Detta inkluderade alla de år då Christianson även agerade åklagarens expertvittne i Quick-rättegångarna. Enligt Josefsson kan det känslomässiga beroendet till Norell förklara varför Christianson konsekvent försvarade Sture Bergwalls erkännanden i rättegångarna, trots bristen på bevis. I boken avslöjas även att Hanna Olsson i många år fick terapi av Margit Norell och ingick i gruppen runt henne. I boken säger en annan av Norells lärjungar att Hanna Olsson skrev boken Catrine och rättvisan, om det uppmärksammade Da Costa-fallet, efter påtryckningar av Norell. Hanna Olsson tog även hjälp av Norell i sitt jobb som huvudsekreterare i 1981 års prostitutionsutredning.
Hösten 2018 publicerades I denna kusliga tomhet: en analys av Thomas Quicks tankevärld, dess uppkomst och gestaltning av psykoterapeuten Cajsa Lindholm. Lindhom var en av de lärjungar som stod Margit Norell allra närmast och hon satt med vid Norells dödsbädd 2005. Central i Lindholms bok är en fallbeskrivning baserad på boken Kvarblivelse, som Sture Bergwall skrev 1998, tio år innan han tog tillbaka sina erkännanden. Cajsa Lindholm utgår i sin bok från att Sture Bergwall är skyldig till seriemord. Denna tro hade även Margit Norell ända fram till sin död 2005.

### Översättningar
- Martin Buber: Jag och du, Bonniers, Stockholm 1962, översättning Margit och Curt Norell.

## Fotnoter